# Balkenkreuz

Diferentes estilos do Balkenkreuz da Segunda Guerra Mundial; veja também Luftwaffe para versões de especificações oficiais

A Balkenkreuz (em português:  cruz de barra ou cruz de feixe) é uma cruz de braços retos que foi introduzida pela primeira vez em 1916–1918 e mais tarde se tornou o emblema da Wehrmacht (Forças Armadas da Alemanha) e seus ramos de 1935 até o final da Segunda Guerra Mundial. Foi usada pelo Wehrmacht Heer (Exército), Luftwaffe (Força Aérea) e Kriegsmarine (Marinha). Desde 1918 tem sido usada como símbolo da Alemanha em diversos veículos militares.
O seu design foi inspirado na Cruz de Ferro, e o nome vem do alemão Balken, que significa "barra", sendo a tradução literal "cruz de barras".

## História

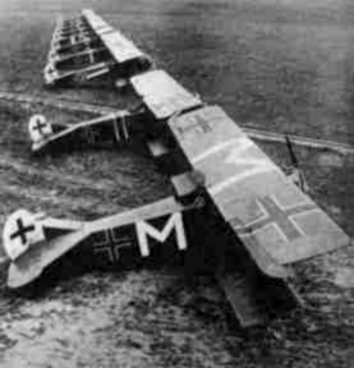
Fokker D.VII da Jasta 72 em Bergnicourt, 1918

A Luftstreitkräfte da Alemanha (o serviço aéreo do Exército Imperial Alemão) adotou oficialmente a Balkenkreuz em meados de abril de 1918 (cerca de uma semana antes da morte de Manfred von Richthofen) e usou-a desde então até o fim da Primeira Guerra Mundial em novembro de 1918. A diretriz do Idflieg de 20 de março de 1918 declara a todos os fabricantes na primeira frase (traduzida para o português): "Para melhorar o reconhecimento de nossas aeronaves, foi ordenado o seguinte: (...)". No parágrafo 2, a segunda frase especifica: "Esta modificação deve ser realizada até 15 de abril de 1918." A frase final diz: "A ordem 41390 deve ser executada rapidamente."[carece de fontes?]

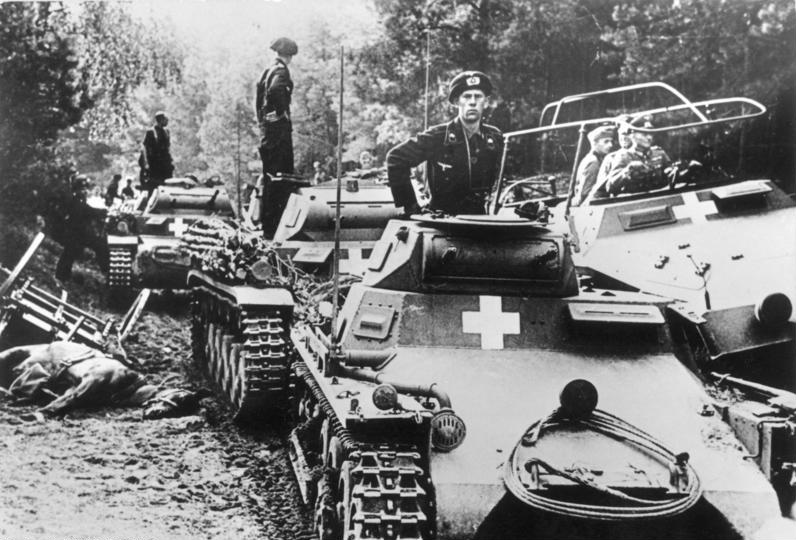
Simples cruz branca em Panzers I, Panzers II e Sd.Kfz. 251, Invasão da Polônia, 1939

Seu uso foi retomado com novas dimensões padronizadas com o início da força aérea da Alemanha Nazista (a Luftwaffe) em 1935, como parte das novas forças militares alemãs unificadas Wehrmacht, fundada em meados de março de 1935. Os veículos blindados de combate alemães durante a invasão da Polônia (setembro–outubro de 1939) usavam uma cruz branca simples, mas antes do início da Operação Weserübung (abril de 1940), a cruz preta com a parte branca por fora ("flanco") que a Luftwaffe usava tornou-se a insígnia nacional dos veículos blindados de combate básicos alemães, sendo usada pelo resto da guerra (até 1945).
A Luftwaffe usaria duas especificações da Balkenkreuz:
- uma com "flancos" brancos mais estreitos nas superfícies da asa superior das aeronaves (1) — antes de julho de 1939, era usado em todas as seis posições regulares em uma fuselagem
- uma com "flancos" brancos mais largos em torno da mesma largura da cruz preta central (2 ou 3, dependendo da cor do veículo) sob as asas e nas laterais da fuselagem de aeronaves militares alemãs durante os anos de guerra

No final da Segunda Guerra Mundial, tornou-se cada vez mais comum que a insígnia nacional da Balkenkreuz fosse pintada sem a cruz central preta, usando apenas a parte branca mais fina em um ângulo reto para reduzir sua visibilidade — isso poderia ser feito tanto em branco como em preto, e com as formas tanto estreitas e quanto largas dos flancos da cruz (4—7).

## Uso posterior
A Cruz de Ferro usada pelas atuais forças de defesa unificadas da Bundeswehr herda os quatro "flancos" brancos ou de cor mais clara da antiga Balkenkreuz, que não "tampam" as pontas da cruz em nenhum dos casos, mas com a parte branca seguindo os braços alargados da cruz pátea do antigo Império Alemão (Eisernes Kreuz/cruz de ferro).
Os cantos retos foram usados apenas pela Wehrmacht.

## Exemplos

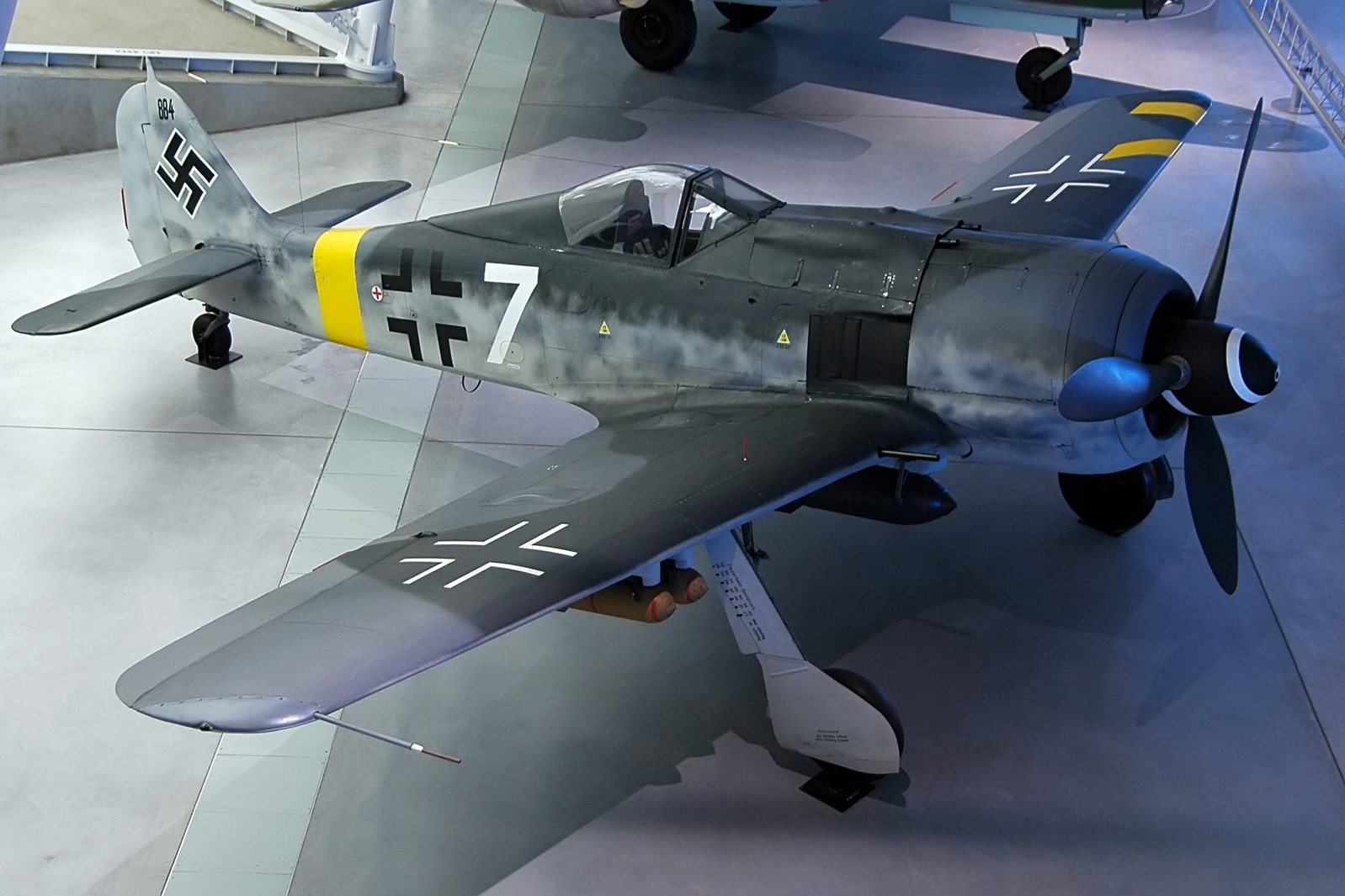
Fw 190F restaurado mostrando ambas as formas de "baixa visibilidade" da Balkenkreuz (apenas os flancos)
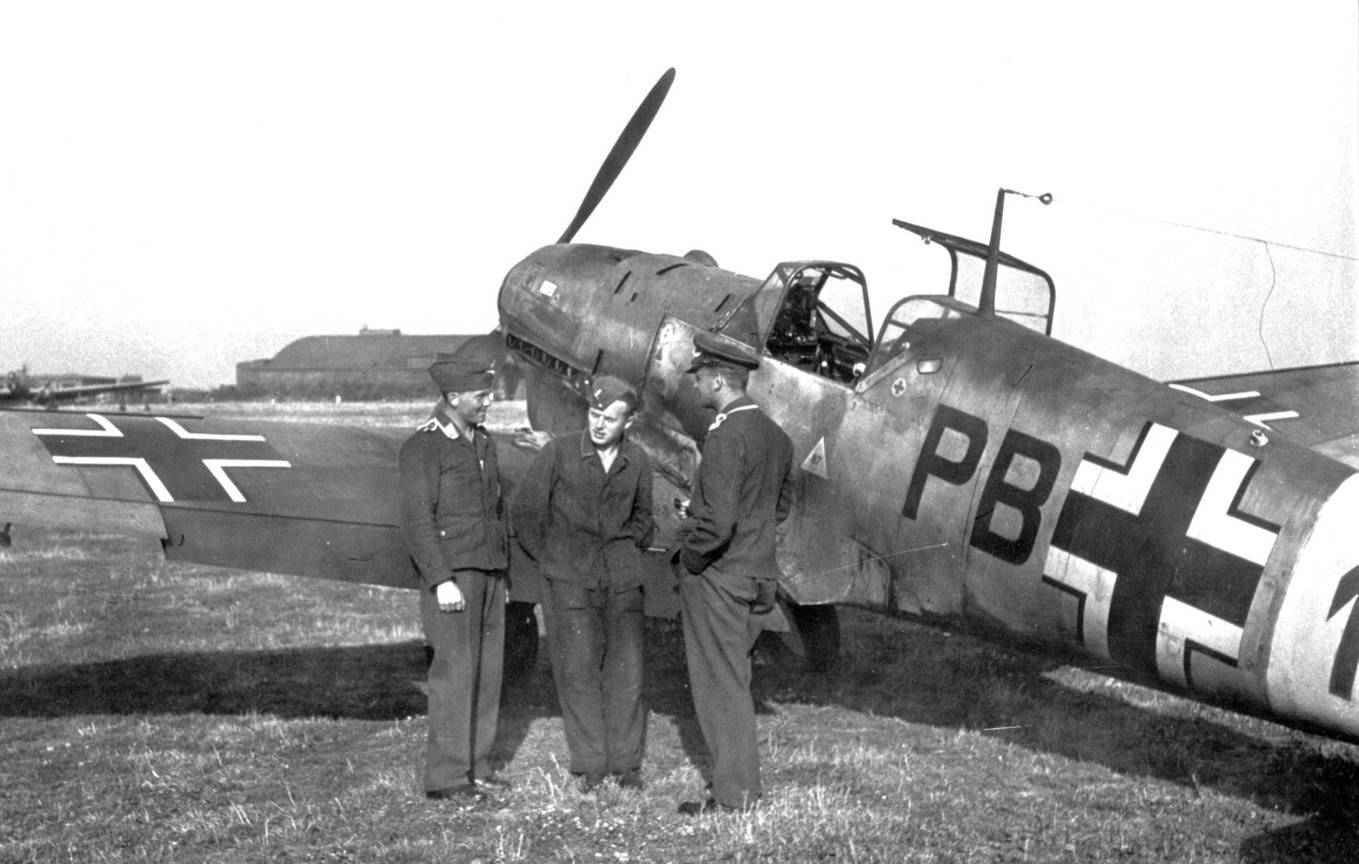
Duas variações da Balkenkreuz em um Bf 109 D, Brandemburgo, 1940
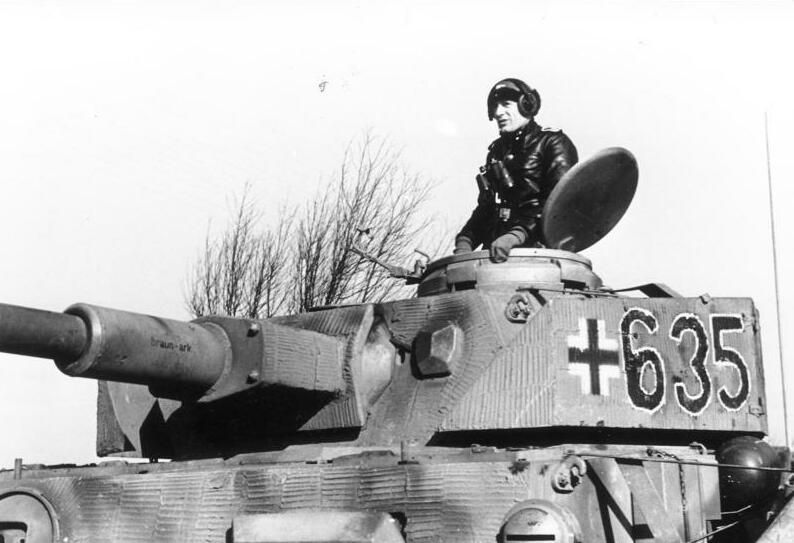
Balkenkreuz na torre de um Panzerkampfwagen IV, 1943
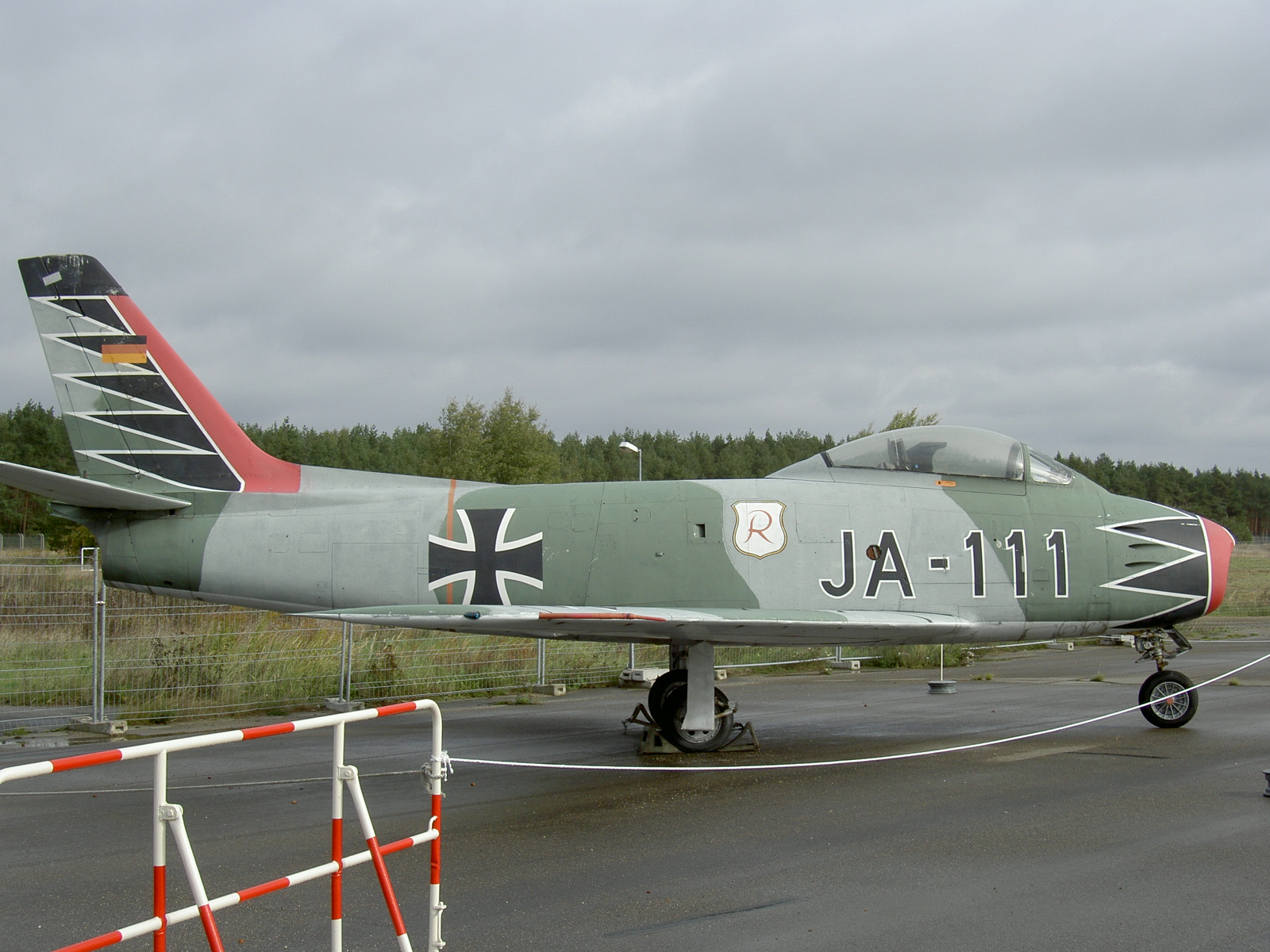
Atual cruz de ferro em um Canadair Sabre da Força Aérea Alemã (JG 71)